# صاصل ناربوني
صاصل ناربوني (الاسم العلمي: Ornithogalum narbonense) هو نوع نباتي يتبع جنس الصاصل من فصيلة الهليونية.